# 逢源街道
逢源街道是中国广州市荔湾区下属的一个街道办事处。位于荔湾区的中部，东起康王路，西至龙津西路，南接长寿西路，北达中山八路。面积0.78平方千米，人口近7万，辖14个社区居委会。

## 行政区划
逢源街道下辖以下地区：
惠城社区、泰兴社区、源胜社区、华贵社区、何家祠社区、耀华社区、厚福社区、马基涌社区、隆城社区、富力东社区、富力西社区、公寿里社区、梁家祠社区和逢源北社区。